# 吊環螺栓

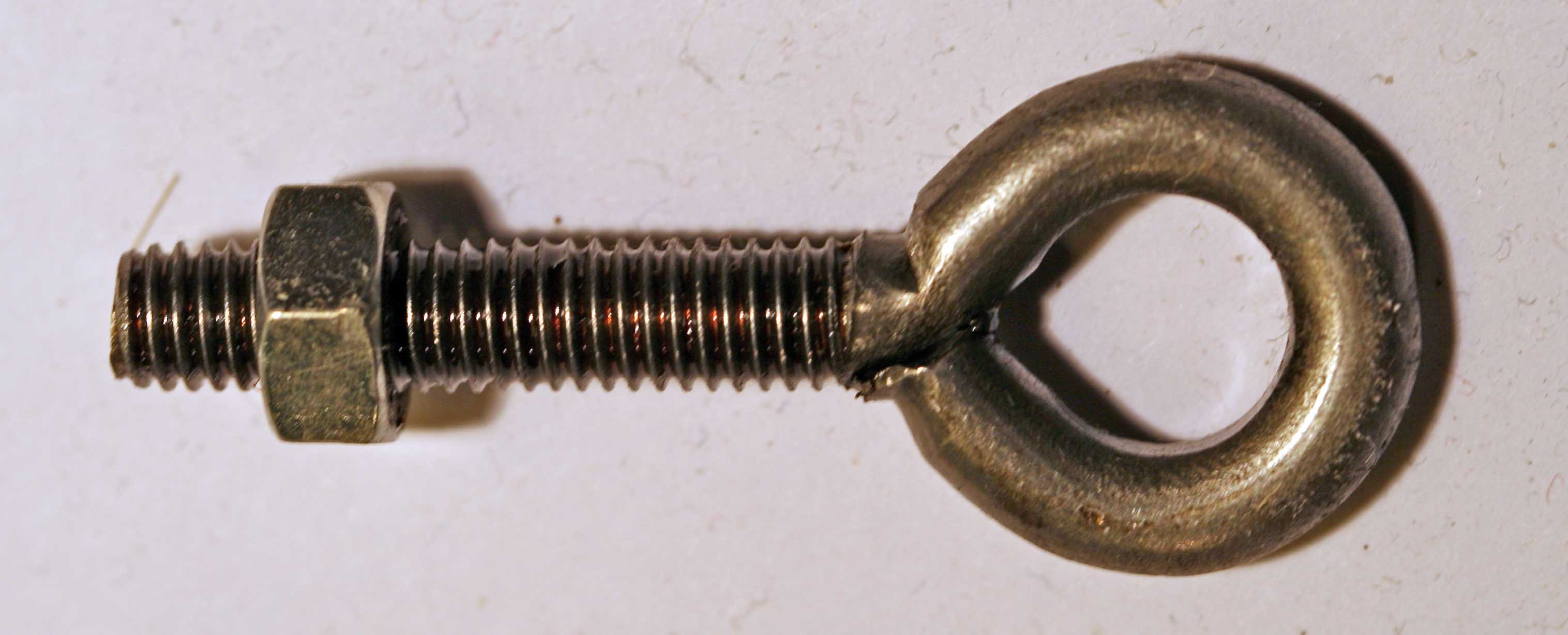
吊環螺栓，附螺母

吊環螺栓是一種一端有環的螺栓。它們用於將固定孔牢固地固定在結構上，以便可以將繩索或電纜綁在其上。

## 吊環螺栓

重型鍛造吊環螺栓，附肩

機械吊環螺栓是全螺紋的，並且可能有套環，使其適合在最大45°的角載荷下使用。不含肩部的吊環螺栓不應用於角載荷。
具有連續孔眼的重型鍛造吊環螺栓可與整體肩部一起鍛造，從而允許它們用於重型離心負載。

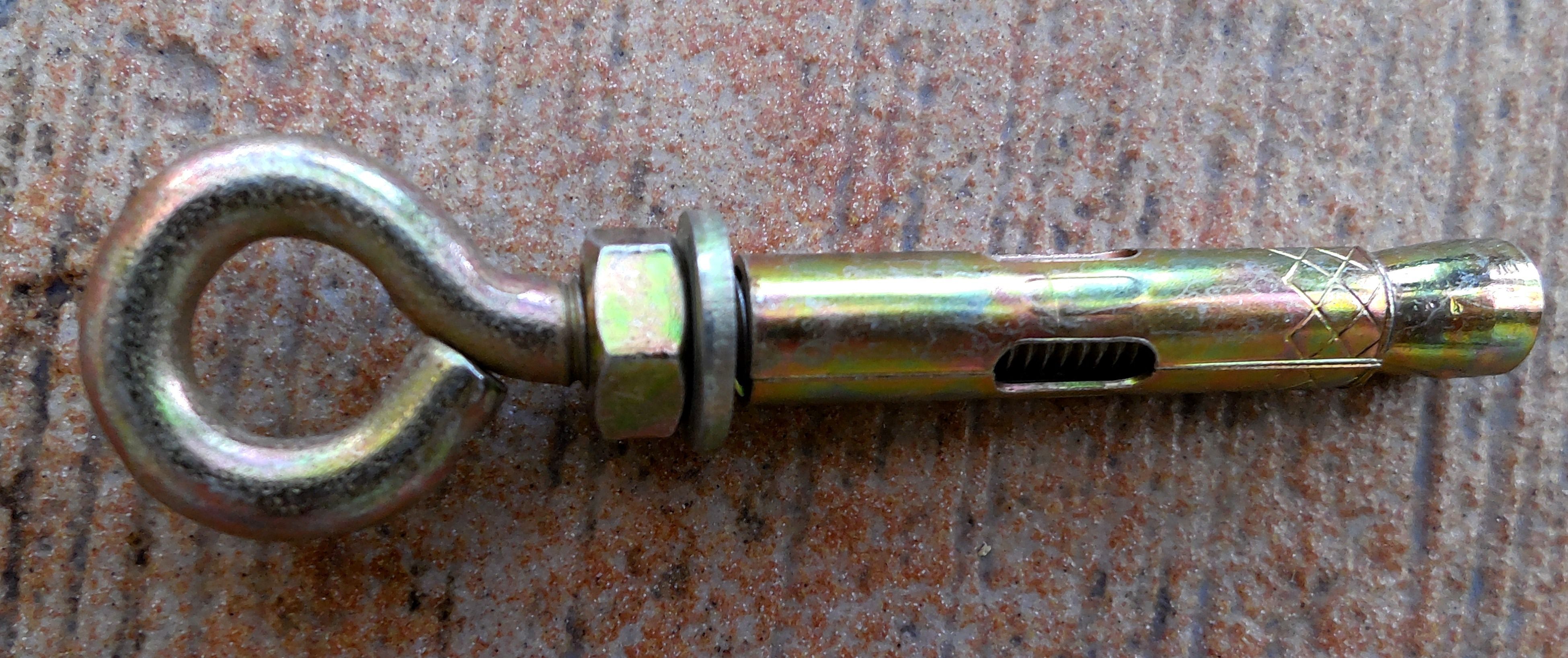
附法蘭螺母的膨脹錨栓

吊環螺栓通常安裝在磚石中，因此通常可以使用形成自己的錨栓的版本。其中大部分都擰入某種形式的盾錨。一些輕量級形式不是用螺絲固定的，而是僅依靠環本身的拉力來擴展锚。

### 環形螺栓
環形螺栓是帶有穿過其中的繫緊環的吊環螺栓。松環是鉸接的，使得它可以在至少一個軸線上旋转，因此可以減少加載時螺栓上的彎曲力，並在「平坦」時呈現最小的阻礙。

## 螺旋眼

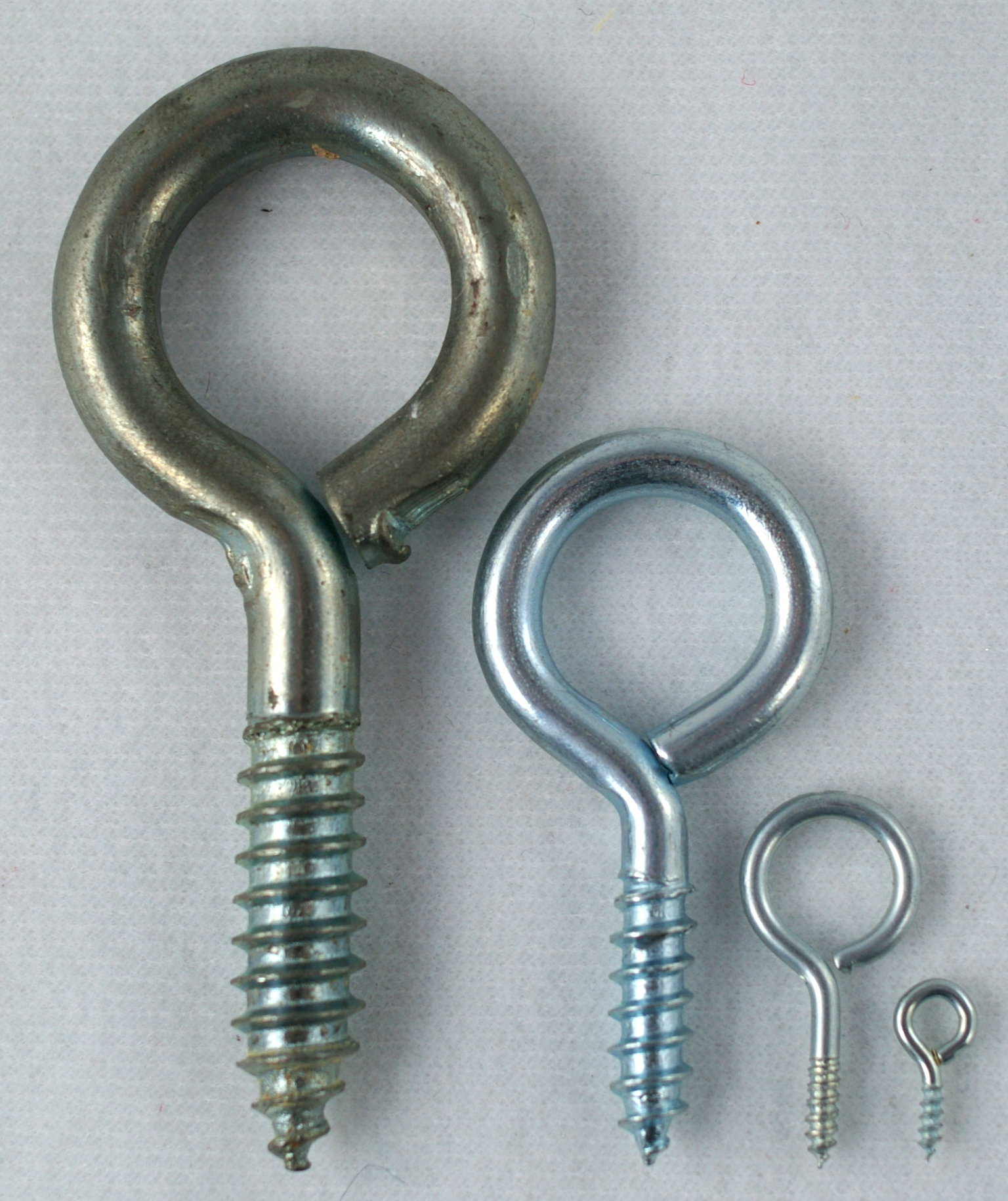
螺絲眼

「螺絲眼」是一端帶有環、另一端帶有螺紋的螺絲。螺絲眼通常用於將電纜連接到物體上，例如將繩子連接到畫作的背面，以便將畫作掛在牆上的釘子上。長柄螺絲眼被稱為“藤眼”，用於在種植軟水果或葡萄藤時將支撐線連接到木柵欄柱上，然後將植物綁在線上。

### 拉力螺絲
鋼絲吊環（也稱為螺紋吊環螺栓、吊環螺絲或車削/彎曲吊環）具有木螺紋，用於木錨或拉力錨。與鋼絲吊環螺栓一樣，鋼絲吊環螺栓適用於輕型應用，不應用於角載荷。

## 鍛造與彎眼結構
將桿或線彎曲成環而製成的吊環螺栓僅適用於輕型應用，因為重負載可能會導致吊環張開。對於高負載，應選擇帶有鍛造或焊接環的吊環螺栓，因為它們可以承受高達其製造材料的拉伸強度的負載。

### 豬尾吊環螺栓

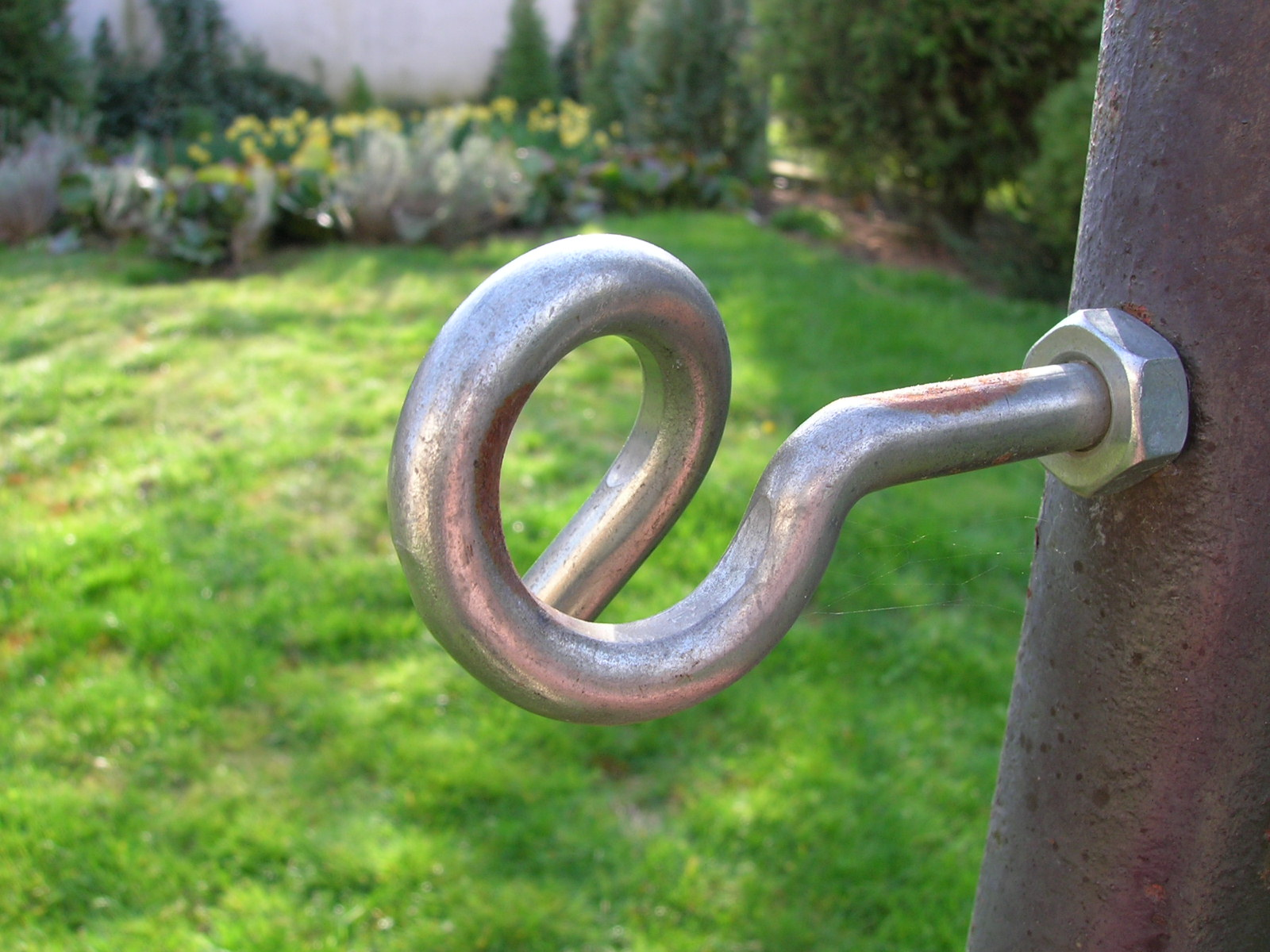
豬尾吊環螺栓

豬尾吊環螺栓是一種彎曲環，其末端不封閉，但使用多圈以防止繩子滑出。它們允許將繩子穿入環中，即使繩子的末端已經連接在其他地方。